# ТЕС Дейр-Аммар
34°27′54″ пн. ш. 35°53′39″ сх. д. / 34.46500° пн. ш. 35.89417° сх. д.
ТЕС Дейр-Аммар – теплова електростанція в Лівані, розташована у приморському регіоні за кілька кілометрів на схід від Триполі. Споруджена за технологією комбінованого парогазового циклу.
У 1998 році на майданчику станції запустили в роботу дві газові турбіни потужністю по 150 МВт. За два роки їх доповнили двома котлами-утилізаторами, котрі живлять парову турбіну потужністю 170 МВт. 
Як паливо станція може використовувати нафту або природний газ. Останній з 2008-го почав надходити із системи Арабського газопроводу через перемичку, котра сполучає ТЕС зі спорудженою у Сирії ділянкою Хомс – Баніяс. Втім, не пізніше 2012-го поставки припинились, оскільки Єгипет (де бере початок зазначений газопровід) переорієнтував усю продукцію для покриття внутрішнього дефіциту.
Для охолодження на ТЕС Дейр-Аммар використовують морську воду.